# Glorieta de Rafael de León
La glorieta de Rafael de León se encuentra en el parque de María Luisa, Sevilla, Andalucía, España. 
Esta glorieta se creó sin ningún nombre con una fuente proveniente de un antiguo mercado de la puerta de la Carne. La fuente está rodeada de bancos de hierro.
En 1980 la glorieta se puso a nombre del poeta Rafael de León. Se colocó un azulejo con el nombre del escritor y los primeros versos del poema No te mires en el río. Esto fue acompañado de un acto al que asistió el poeta homenajeado.